# 메틸말론산증
메틸말론산증(Methylmalonic acidemia), 메틸말론산뇨증 또는 메틸말론산혈증은 정상적인 아미노산 대사를 방해하는 상염색체 열성 대사 장애이다. 이는 유기산혈증의 전형적인 유형이다. 이 질환의 결과는 특정 지방과 단백질을 적절하게 소화할 수 없게 되어 혈액에 독성 수준의 메틸말론산이 축적되는 것이다.
메틸말론산혈증은 여러 유전자형에 기인하며 모든 형태의 장애는 일반적으로 신생아 초기에 진단되며 진행성 뇌병증 및 이차성 고암모니아혈증을 나타낸다. 이 장애를 진단하지 않거나 치료하지 않으면 사망에 이를 수 있다. 이 장애의 빈도는 출생 48,000명 중 1명으로 추정되지만, 진단된 사례의 높은 사망률로 인해 정확한 장애 판단이 어렵다. 메틸말론산혈증은 인종 간 경계를 넘어 동일한 빈도로 발견된다.

## 같이 보기
- 단풍시럽뇨병